# Discussioni
Discussioni è una rivista di carattere culturale e politico nata nel gennaio del 1950.
La rivista Discussioni, che aveva il suo antecedente culturale in un'altra rivista nata nel 1949 come Foglio di Discussioni, verrà pubblicata in modo irregolare fino all'aprile del 1953 sotto la redazione di Insolera, Guiducci e Solmi e vedrà aggiungersi, con il n.11 della nuova serie, anche Franco Fortini.
Il gruppo di Discussioni, così formato, inizia ad affrontare diversi temi: dalla ridefinizione del rapporto intellettuali-società a quello della democrazia interna nei partiti di massa fino alla questione dell'autonomia della ricerca culturale.